# Andrea II. Muzaka

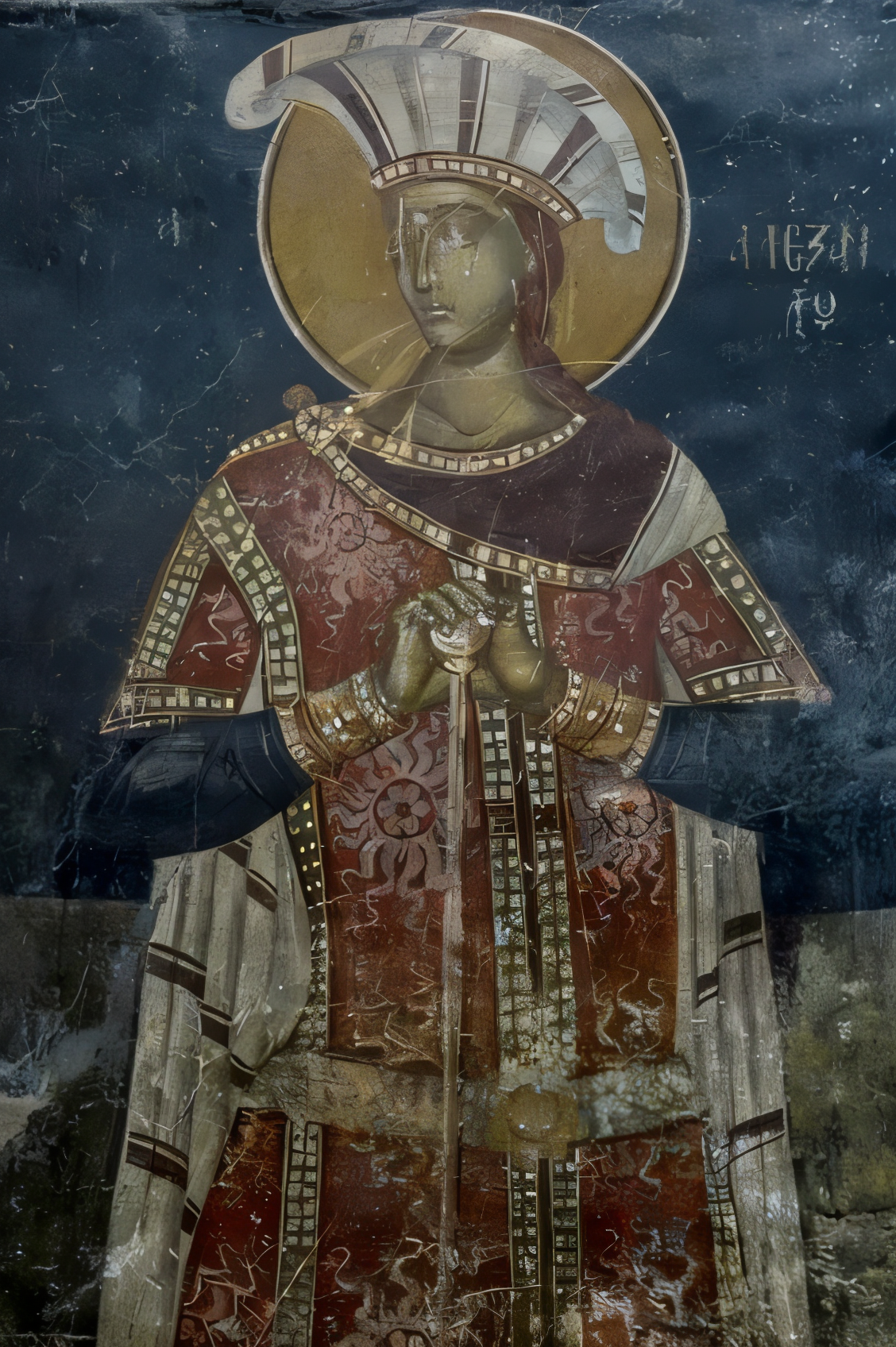
Andrea II. Muzaka, Fresko in der Athanasius-Kirche in Kastoria (14. Jahrhundert)

Andrea II. Muzaka (auch Andreas Musachi; * 1319; † 1372) war der Begründer des albanischen Fürstentums Muzakaj, das von 1335 mit einigen Unterbrechungen bis 1444 bestand.

## Leben
Andrea II. Muzaka entstammte der vornehmen, im zentralen Albanien begüterten Adelsfamilie Muzaka. Sein Großvater Andrea I. Muzaka etablierte um 1280 in dem später nach der Familie benannten Gebiet Myzeqe westlich von Berat eine de facto unabhängige Territorialherrschaft.

### Vorgeschichte
Nach der Ermordung des Despoten von Epirus, Thomas Komnenos Dukas Angelos (1296–1318), durch seinen Neffen Nikola Orsini, den Pfalzgrafen von Kefalonia, wurde dieser neuer Despot von Epirus. Diese Usurpation des Thrones rief Byzantiner, Anjou und Serben auf den Plan. Jeder versuchte, sich seinen Anteil des zertrümmerten Despotats zu sichern. Der serbische König Stefan Uroš II. Milutin rüstete zur Unterwerfung von Albanien. Bereits im Juni 1319 nahm er den Titel eines Herrschers von Raszien, Dioclea, Albania und der Seeküste an. Sein nächstes Ziel war Dyrrachion im heutigen Albanien, das seit 1271 zum Königreich Neapel gehörte. Dort versuchte Stefan Uroš II. eine Partei für sich zu gewinnen. Noch 1319 fand ein Aufstand gegen die Anjou statt und die Bewohner der Stadt huldigten dem Serbenkönig.
Um dem weiteren Vordringen der Feinde, die von allen Seiten gegen die angevinischen Lande heranstürmten, entgegenzutreten, versuchte Philipp von Tarent aus dem älteren Haus Anjou (Fürst des Königreichs Albanien von 1294 bis 1332) seinen Bruder, den König Karl Martell von Ungarn und den Ban Wladin von Bosnien zum Bund gegen die Serben zu gewinnen. Zugleich ermahnte Papst Johannes XXII. die 1318 der „katholischen Kirche ergebenen Großen Albaniens, den Protosebastos Wilhelm Blevisti und Theodor I. Muzaka, den Mentulo oder Matarango, Graf von Clissania (Sohn von Theodor I.), den Andrea II. Muzaka (Sohn von Theodor I.), den Grafen Wladislaw Conovic von Dioclea und der Seelüfte, den Grafen Wilhelm von Albanien, den Paulus (oder Paolo) Materanga (Schwiegersohn von Theodor I.) und die übrigen Barone des Landes treu bei dem Hause Tarent zu verharren und wo möglich das Ihrige zur Wiedereroberung der verlorenen Plätze zu tun.“

### Das Fürstentum Muzakaj
Andrea II. übernahm nach dem Tod seines Vaters Theodor I. Muzaka (um 1335) die Herrschaft und machte das stark befestigte Berat zur Hauptstadt seines Fürstentums. Durch eine geschickte Schaukelpolitik zwischen den regionalen Großmächten Byzanz, Serbien und Neapel gelang es ihm, seine Stellung als autonomer Fürst in Mittelalbanien zwischen dem Shkumbin und Valona zu wahren und auszubauen. So nahm er zu Beginn seiner Herrschaft, vermutlich mit Billigung des byzantinischen Kaisers Andronikos III., den hohen Titel eines Despoten an; 1337 erkannte ihn auch der Papst als regni Albaniae despotus an.
Nach dem Tod des serbischen Königs Stefan Uroš III. Dečanski (1331) unterwarf sein Sohn und Nachfolger, Stefan IV. Dušan in mehreren Feldzügen die albanischen Fürstentümer, darunter auch das Territorium von Andrea II. Muzaka, und verleibte sie in sein neues Großreich ein; auch das angevinische Herzogtum Durazzo war durch die serbische Expansion bedroht. Während die meisten Albanerstämme sich Dušan unterwarfen, standen einige treu zu den Anjou. Von diesen bevollmächtigt, erschien der aus Neapel stammende Giovanni Sardo bei König Robert und berichtete, dass die Albaner bereit waren, den Treueid zu erneuern. Daraufhin ließ der König am 19. August 1336 den albanischen Häuptlingen melden, dass er im darauffolgenden Frühjahr ein Heer nach Durazzo schicken würde. Im Frühjahr 1337 erschien im Epirus als Generalvikar der Stiefsohn von König Robert, der 17-jährige Ludwig von Tarent, dem ein Teil der Albaner huldigte. Unter ihnen war „Andreas Musacius“. Ludwig versprach ihm, bei der Wiedereroberung seines Landes zu helfen, volle Amnestie für früheren Abfall und „verübte Beleidigungen gegenüber den Leuten des Königs“. Außer freiem Zugang nach Durazzo wurde Andrea II., seinen Erben und Stammesgenossen gewährt, ihre Lehen und Besitzungen bis auf die Festungen und was zu den Domänen gehörte, zu behalten. Den Muzaka und anderen Getreuen wurden ferner die von den früheren Herrschern verliehenen Würden und Vorrechte verbrieft. Dieses Privileg wurde am 18. Juli 1337 von König Robert bestätigt. Im Gegenzug sollte stets einer der beiden älteren Söhne (filii majores) von Andrea (Gjin II. oder Theodor II.) als Geisel beim Statthalter Guglielmo de Sanseverino in Durazzo verweilen. Um 1340 konnten Muzakas Krieger ein serbisches Kontingent am Peristeri besiegen.
Im Herbst 1345 fielen Berat und Valona durch den serbischen Heerführer Kersak an die Serben, wobei Berat in Beligrad (Weiße Stadt) umbenannt wurde. 1346 setzte der serbische Zar Stefan Dušan seinen Schwager Johannes Komnenos Asen als Gouverneur von Valona, Kanina und Berat ein. Dieser etablierte nach Dušans Tod 1355 das de facto autonome Fürstentum Valona, das auch unter seinen Nachfolgern Alexander Komnenos Asen (1363–1372) und Zeta Balša II. (1372–1385) bis zur Eroberung durch die Osmanen nach der Schlacht von Savra 1385 Bestand hatte.
Andrea II. Muzaka dehnte nach dem Zerfall des serbischen Reiches ab 1355 seinen Machtbereich nach Osten bis in die Ebene von Korça aus. In der Spätphase seiner Herrschaft geriet er jedoch zunehmend unter den Druck rivalisierender albanischer Fürsten. 1370 wurden seine Domänen vom Princeps Albaniae Karl Thopia angegriffen, der das Gebiet von Andreas Schwiegersohn Blasius Matarango († 1367) zwischen Shkumbin und Seman an sich riss, während die Balšići sich in Valona festsetzten. Beim Ausweichen nach Osten gelang es Andrea II., nach der Schlacht an der Mariza 1371 dem serbischen Prätendenten Marko Kraljević die Stadt Kastoria am Pindos abzunehmen. Für diesen Sieg erhielt er 1372 vom byzantinischen Kaiser Johannes V. die Investitur von Kastoria, die formelle Bestätigung seines Despoten-Titels, ein Wappen mit einem Doppeladler mit einem Stern in der Mitte. das „Privileg des goldenen Siegels und einen Thronsessel, auf dem das Wappen in Perlen gestickt war“.

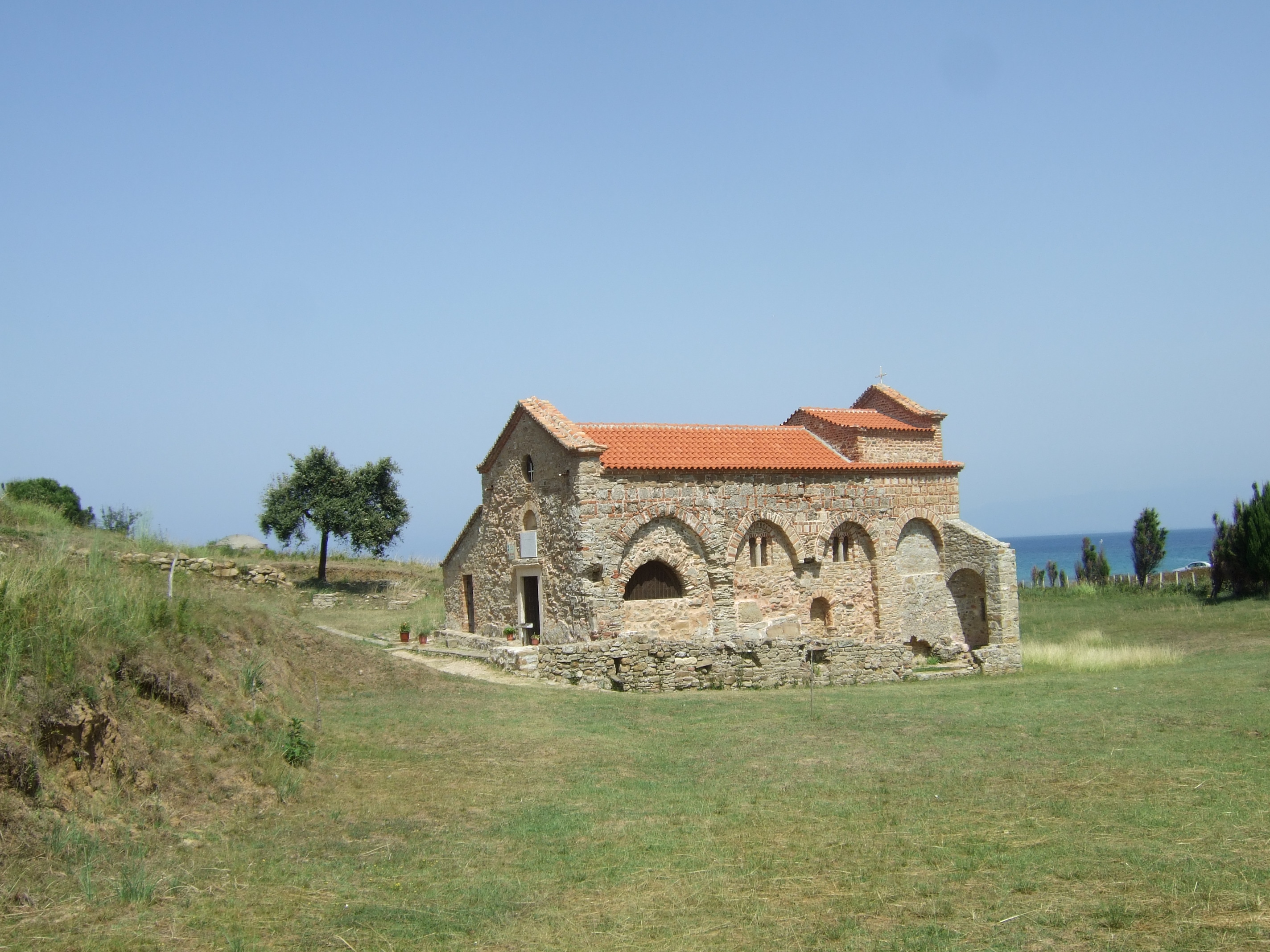
Sankt Antoniuskirche in Durrës

Auf dem Sterbebett (1372) teilte Andrea II. seine Besitzungen unter seinen drei Söhnen auf und gab dem Erstgeborenen, Gjin I., Tomornizza am Tomorr und die beiden Devolltäler, dem zweiten, Theodor, die Musakja (Myzeqeja) und dem jüngsten, Stoya, die Landschaft Kastoria mit allen Städten und Domänen. Als dieser kinderlos starb, folgte ihm sein Bruder Gjin nach.
Andrea II. Muzaka wurde zusammen mit seiner Frau in der Sankt Antoniuskirche in Durrës beerdigt.

## Familie
Andrea II. Muzaka heiratete Efthimijen (auch: Eythvmia, Etinia, Onorata), Tochter von Paolo Matarango, Herr von Gora, mit der er fünf Kinder hatte:
- Gjin I. Muzaka (* um 1337; † 1389)
- Theodor II. Muzaka (* 1337; † nach 1389)
- Stoya († nach 1384)
- Comita († 1392) ⚭ Balša II. von Cedda (Zeta?)[20]
- Chiranna (auch: Kyranna)[20] ⚭ Häuptling Kropa von Ohrid[19]